# Monte Worsley
O Monte Worsley (54° 11′ S, 37° 09′ O) é uma montanha, de 1 105 m, no lado oeste da Geleira Briggs na Geórgia do Sul. Mapeada pelo South Georgia Survey (Serviço da Geórgia do Sul) (SGS) no período de 1951-57, e nomeada pelo United Kingdom Antarctic Place-Names Committee (UK-APC, Comitê de Toponímia Antártica do Reino Unido) por Frank A. Worsley (1872-1943), mestre de 1914-16. Worsley acompanhou Ernest Shackleton no James Caird da Ilha Elefante à Baía de King Haakon, Geórgia do Sul, e fez a travessia terrestre com ele até a estação baleeira de Stromness.
 Este artigo incorpora material em domínio público  de United States Geological Survey   , documento "Monte Worsley" (conteúdo do Geographic Names Information System).